# 브란 (브라쇼브주)
브란(루마니아어: Bran, 독일어: Törzburg 퇴르츠부르크[*], 헝가리어: Törcsvár 퇴르치바르[*])은 루마니아의 브라쇼브 주에 위치한 코뮌이다.

## 역사
13세기 초 튜턴 기사단이 디트리히이슈타인(Dietrichstein)이라는 나무로된 요새를 건설하면서 역사가 시작됐다. 1242년 몽골에 의해서 요새가 폐허가 된 이후로는 1377년 헝가리의 지기스문트 왕이 현재의 브란 성 부근에 석재로된 요새를 건설할 것을 명령했다.

## 교통
부쿠레슈티에서 접근하기 위해서는 먼저 브라쇼브까지 기차를 이용해 와야한다. 브라쇼브 버스터미널에서 약 1시간 정도 소요되며 요금은 7레이이다.

## 관광지
- 브란 성(Castelul Bran)

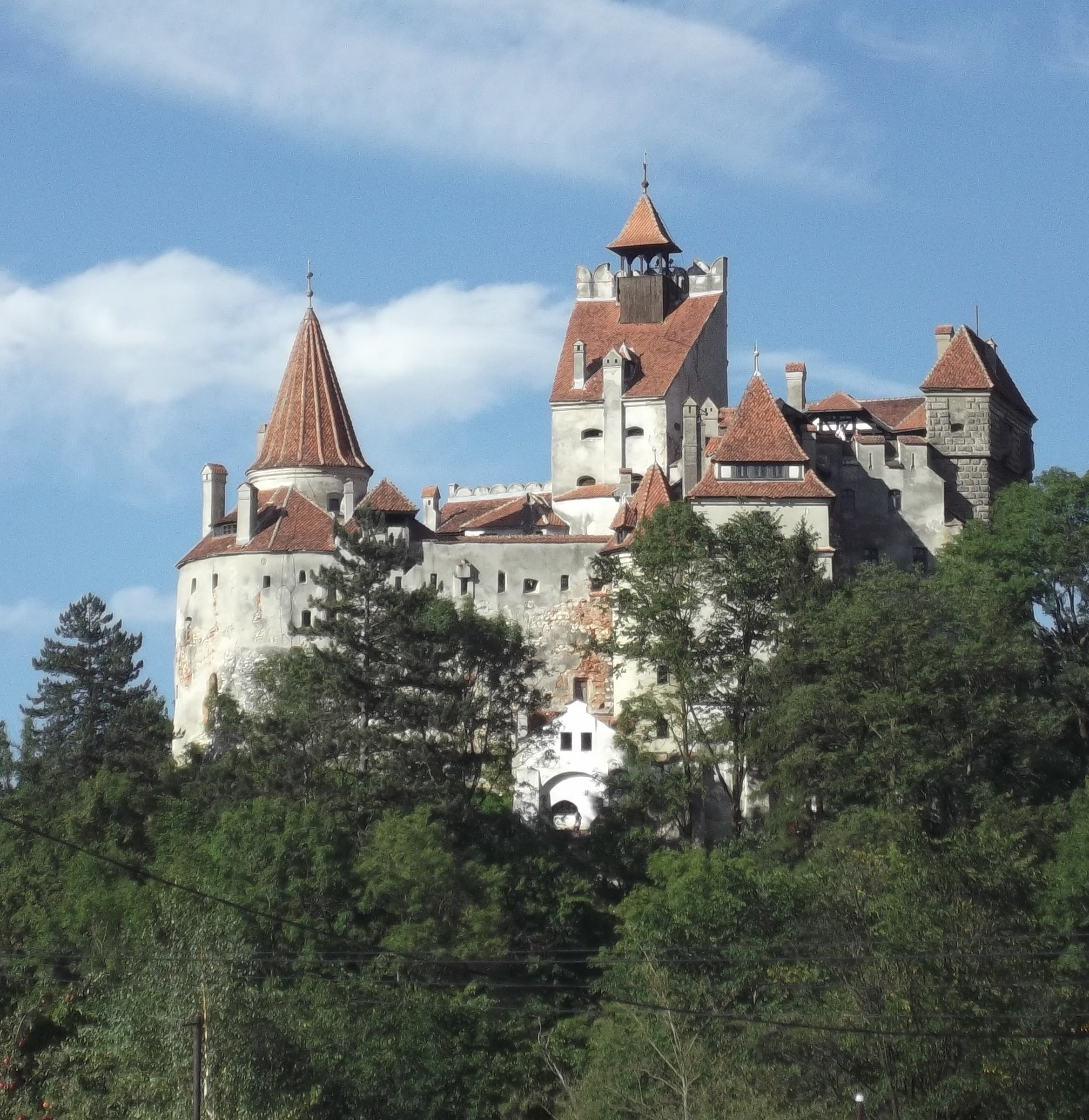
브란 성

브란을 찾는 관광객들이 가장 많이 찾는 곳은 브란 성이다. 브란 성은 브램 스토커가 쓴 소설 드라큘라에서 드라큘라 백작이 사는 성의 모델이 되었기 때문이다. 드라큘라의 모델이 되었다고 하는 가시 공작 블라드(Vlad the Impaler)는 실제로 이 성에 3일만 머물렀다고 한다.

## 사진

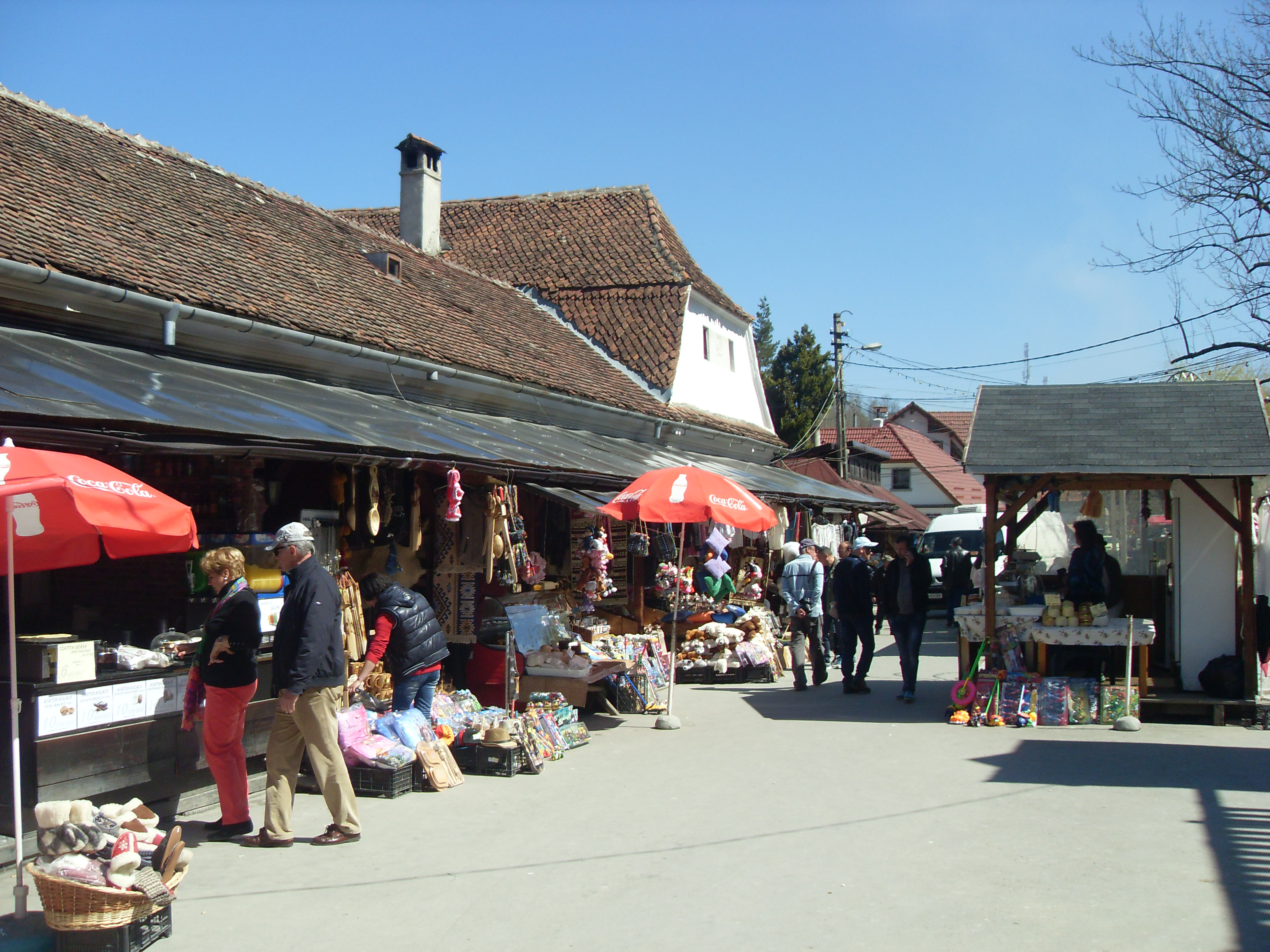
2015년 4월 24일 브란성 앞 기념품가게
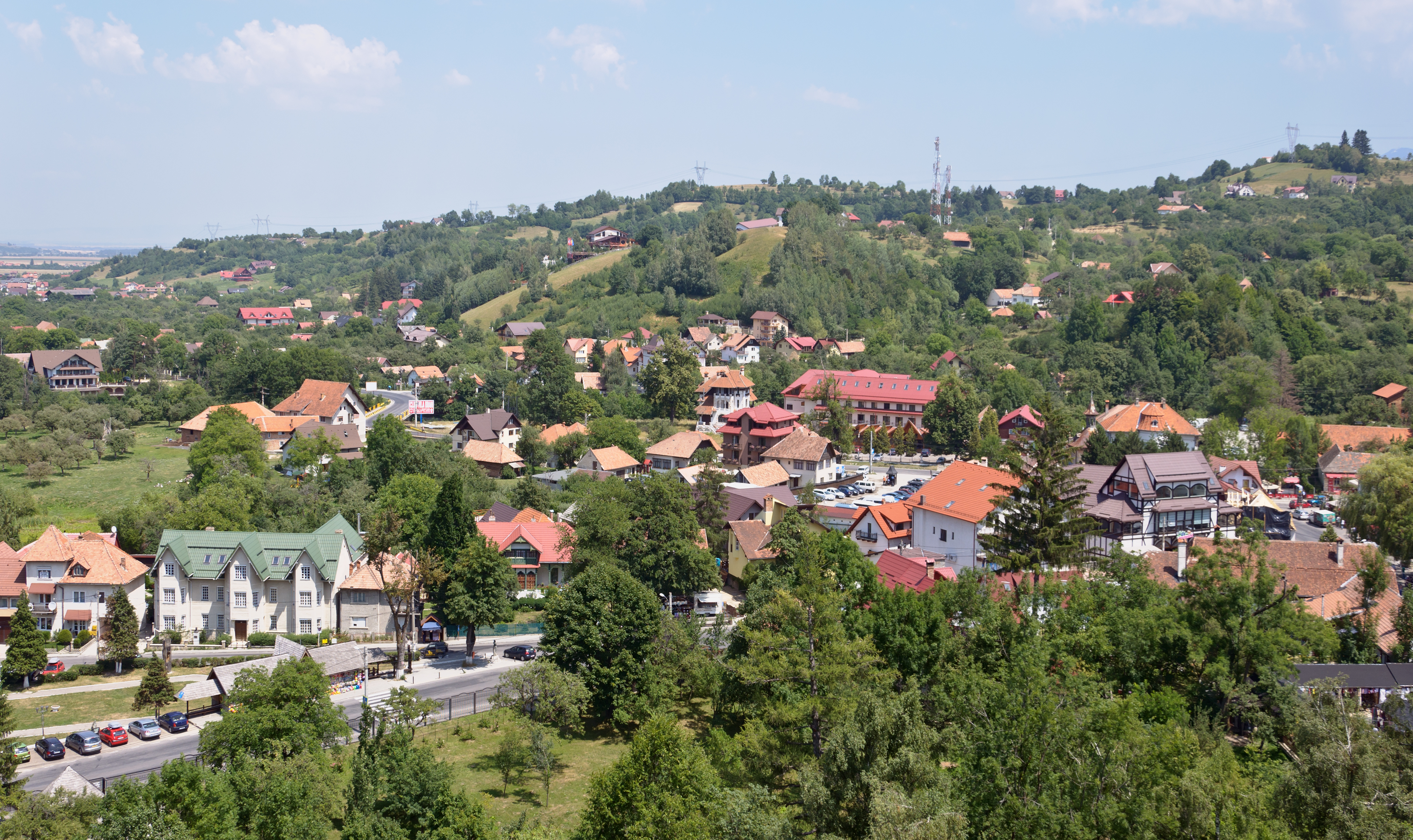
브란 성에서 바라본 브란